# Erik Clausen Podebusk
Erik Clausen Podebusk (død 13. juli 1559) til Kørup, fodermarsk og dansk rigsråd.
Han var søn af Claus Predbjørnsen Podebusk til Kørup og Anna Olufsdatter Krognos.
Han blev kongens fodermarsk, lensmand på Åhus i Skåne, siden på Hundslund Kloster, samt rigsråd, men faldt under Johan Rantzaus tog mod Ditmarsken 1559.